# Teenage Fanclub
I Teenage Fanclub sono un gruppo musicale britannico originario di Glasgow, Scozia, Regno Unito.
Esordiscono nel 1990 con A Catholic Education, disco legato ad un certo sound "noise" tipico dell'epoca, e si evolvono nel corso dei due decenni successivi con uno stile abbastanza variegato, ma riconducibile al rock alternativo. Sono ravvisabili nella loro musica influenze di artisti quali ad esempio Byrds, Neil Young e Big Star.
Il periodo di maggior successo della loro carriera lo hanno avuto intorno alla metà degli anni Novanta. Sono state una delle band preferite di Kurt Cobain.

## Storia del gruppo
I Teenage Fanclub hanno origine sul finire degli anni ottanta dall'incontro di Norman Blake e Raymond McGinley allo Splash 1, un locale di Glasgow. All'epoca Norman Blake faceva il commesso in un negozio di dischi e già era membro del gruppo BMX Bandits, mentre Raymond McGinlay era studente d'ingegneria presso l'università di Glasgow.
La prima formazione prende il nome di The Boy Hairdressers e realizza un unico singolo, Golden Showers (1988), che non ottiene il successo sperato. Il deludente esordio porta ad un rimpasto della formazione: ai cantanti-chitarristi Norman Blake, e Raymond McGinlay si aggiungono così dapprima il cantante-bassista Gerard Love, studente di urbanistica presso l'università di Glasgow, e poi il batterista Brendan O'Hare. La band cambia il proprio nome in Teenage Fanclub.
Il primo album, A Catholic Education, viene registrato in circa una settimana e viene dato alle stampe nel 1990. Ottiene buoni riscontri da parte della critica, e verrà considerato uno dei primi esempi di sound che caratterizzerà da lì a poco il Grunge.
Molto meglio va il successivo Bandwagonesque, pubblicato nel 1991, nel quale sono riconoscibili influenze di grandi band del passato come Big Star, The Beach Boys e The Byrds, ma anche Dinosaur Jr.. Sebbene il disco rimanga al di fuori del mainstream radiofonico, ottiene un buon riscontro da parte delle radio dei college e dalla critica del settore. In particolare la rivista Spin lo definisce uno dei migliori album del 1991 (e lo mette davanti a Nevermind dei Nirvana, Out of Time dei R.E.M. e Loveless dei My Bloody Valentine).
Il buon momento dei Teenage Fanclub trova, tuttavia, un'impasse a livello del quarto album. Nonostante venga stampato negli Stati Uniti dalla Geffen, Thirteen (1993) soffre probabilmente di una scarsa cura dovuta ai numerosi impegni dal vivo della band e di un'autoproduzione non propriamente a fuoco.

Nel 1994 il batterista Brendan O'Hare viene sostituito da Paul Quinn, già nei Soup Dragon.
La nuova formazione inizia così a lavorare al quinto album, Grand Prix (1995), che avrà una fortuna ben migliore rispetto al precedente, e diventerà il primo album dei Teenage Fanclub ad entrare nella top ten inglese, raggiungendo la settima posizione.
Ancora buono il successo di Songs From Northern Britain (1997) che raggiunge la terza posizione. La relativa tournée americana vede poi Teenage Fanclub in compagnia di Radiohead e Oasis. In particolare è entusiasta Liam Gallagher, che li definisce «la più grande band del mondo, a parte gli Oasis».
A un decennio di tutto rispetto, in cui per certi aspetti i Teenage Fanclub hanno persino anticipato il Sound di Seattle, fa seguito un non altrettanto significativo decennio, quello degli anni 2000. Periodo aggravato da problemi interni alla band, con conseguenti rimpasti di formazione, e problemi con le case discografiche.

## Formazione
- Norman Blake (voce, chitarra)
- Raymond McGinley (voce, chitarra)
- Gerard Love (voce, basso)
- Francis MacDonald (batteria)

## Discografia

### Album in studio
- 1990 - A Catholic Education
- 1991 - The King
- 1991 - Bandwagonesque
- 1993 - Thirteen
- 1995 - Grand Prix
- 1997 - Songs from Northern Britain
- 2000 - Howdy!
- 2002 - Words of Wisdom and Hope (con Jad Fair)
- 2005 - Man-Made
- 2010 - Shadows
- 2016 - Here
- 2021 - Endless Arcade
- 2023 - Nothing Lasts Forever

### Raccolte
- 1995 - Deep Fried Fanclub
- 2003 - Four Thousand Seven Hundred and Sixty-Six Seconds - A Short Cut to Teenage Fanclub

### EP
- 1992 - What You Do to Me
- 1995 - Teenage Fanclub Have Lost It
- 2005 - Scotland on Sunday

### Singoli
- 1990 - Everything Flows
- 1990 - Everybody's Fool
- 1990 - The Ballad of John & Yoko
- 1990 - God Knows It's True
- 1991 - Star Sign
- 1991 - The Concept
- 1991 - The Peel Sessions
- 1992 - What You Do To Me
- 1992 - Free Again / Bad Seeds
- 1993 - Radio
- 1993 - Norman 3
- 1993 - Hang On
- 1995 - Mellow Doubt
- 1995 - Sparky's Dream
- 1995 - Neil Jung
- 1995 - Have Lost It
- 1997 - Ain't That Enough
- 1997 - I Don't Want Control Of You
- 1997 - Start Again
- 1998 - Long Shot
- 2000 - I Need Direction
- 2001 - Dumb Dumb Dumb
- 2002 - Did I Say
- 2005 - Fallen Leaves
- 2005 - It's All In My Mind